# Wilhelm Techmeier
Wilhelm Techmeier (* 2. Januar 1895 in Plau am See; † 15. Juni 1971 in Brasília) war ein deutsch-brasilianischer Maler.

## Leben
Techmeier war der Sohn des Wachtmeisters Friedrich Techmeier und dessen Frau Maria, geborene Bull.
Die erste künstlerische Ausbildung erfuhr er in Lübeck bei dem Maler Willibald Leo von Lütgendorff-Leinburg. Nach einem Kriegseinsatz 1917/18 an der russischen Front, wo er schwer verwundet wurde, wechselte er im März 1919 nach Düsseldorf an die dortige Akademie als Schüler von Willy Spatz und Eduard Gebhardt. In Düsseldorf war er als Student bis 1926 Mitglied im dortigen Künstlerverein Malkasten. Nach Abschluss des Studiums folgten mehrere Studienreisen, die ihn u. a. nach Amsterdam und Paris führten. Im Jahr 1928 gründete Techmeier ein eigenes Atelier in Düsseldorf. Trotz einiger Erfolge mit dem Verkauf von Genrebildern und mehreren Ausstellungen war es für bildende Künstler eine wirtschaftlich schwere Zeit. Ende des Jahres 1929 wanderte Techmeier mit seiner Braut Marianne, geborene Kochs, nach Brasilien aus.
In Porto Alegre mit einem hohen Anteil deutschstämmiger Bevölkerung konnte er mit einigen Porträtaufträgen seine kleine Familie ernähren. Zunehmend durch die Naturschönheiten Brasiliens beeindruckt, begann er nun auch Landschaftsbilder zu malen. Durch Kontakte in Düsseldorf konnte er dort Anfang der 1930er Jahre mehrfach ausstellen.
Nach einer kurzen Station in Rio de Janeiro zog Techmeier 1964 in die neue Hauptstadt Brasilia, wo er eine Professur für Zeichnung und Grafik an der dortigen Universität annahm. Er starb dort 1971 im Alter von 76 Jahren.

## Werke
- Junge Frau mit Kopftuch (verkauft 1999)
- Älterer Herr mit einem Glas Wein, 49 × 39 cm (2000 in England versteigert)
- Im Kreuzgang (verkauft 2001)
- Bildnis einer lachenden Fischerhuder Bäuerin (verkauft 2002)
- In der Notarstube (verkauft 2005/06)
- Mutter mit schlafendem Kind (verkauft 2006, erneut 2012)
- Im Wirtshaus (verkauft 2010)
- Porträt einer Frau (verkauft 2010)
- Worpsweder Landfrau mit Haube, 1923, 24 × 19 cm
- Ostseewellen bei Brunshaupten, Privatbesitz
- Porträt Presidente Getúlio Vargas, 1930/32
- Porträt Marechal Cândido Rondon, 1953, Palácio do Planalto in Brasília